# ミッドナイト・ロックショー
『ミッドナイト・ロックショー』は、ラジオ大阪で木曜 21:30-22:00に放送されている音楽番組である。2018年まで月曜 24:30-25:00に放送されていた。

## 概要
ハードな音楽とゆるーいトークで1週間分の元気をチャージ！尾道ケイをDJに迎え様々なジャンルの音楽を取り上げていく音楽番組。